# دومينيكا غونزاليس
دومينيكا غونزاليس مواليد 12 فبراير 1996 في غواياكيل، هي لاعبة كرة مضرب إكوادورية. أعلى تصنيف لها في الفردي كان 669. أعلى تصنيف لها في الزوجي كان 697.

## النهائيات

### الفردي (1–1)
| الحصيلة | الرقم | التاريخ        | الدورة             | الأرضية | المنافس           | النتيجة       |
| ------- | ----- | -------------- | ------------------ | ------- | ----------------- | ------------- |
| الوصافة | 1.    | 15 نوفمبر 2010 | كيتو، الإكوادور    | ترابية  | ماري إليز كاساريس | 2–6, 5–7      |
| الفوز   | 1.    | 7 نوفمبر 2011  | سالفادور، البرازيل | صلبة    | غابرييلا سي       | 3–6, 6–3, 6–2 |

## روابط خارجية
- دومينيكا غونزاليس على موقع رابطة محترفات التنس (الإنجليزية)
- دومينيكا غونزاليس على موقع الاتحاد الدولي لكرة المضرب (الإنجليزية)
- دومينيكا غونزاليس على موقع كأس بيلي جين كينغ (الإنجليزية)
- دومينيكا غونزاليس على موقع خلاصة التنس.كوم (الإنجليزية)
- دومينيكا غونزاليس على موقع أوليمبيديا (الإنجليزية)